# Flaga obwodu kurgańskiego
Flaga obwodu kurgańskiego (NHR:222) zatwierdzona 25 listopada 1997 to prostokątny materiał w proporcjach (szerokość do długości) - 1:2, składający się z trzech równej szerokości horyzontalnych pasów. Górny i dolny są koloru białego, środkowy zaś szmaragdowego. W środku szmaragdowego pasa znajduje się kurgański emblemat z herbu obwodu kurgańskiego: dwa srebrne kurhany (hełmy), jeden za drugim, rozdzielone między sobą szmaragdowym konturem.
Druga strona flagi jest zwierciadlanym odbiciem frontowej strony.